# 舊喬爾托里亞
50°0′43″N 27°41′52″E / 50.01194°N 27.69778°E
舊喬爾托里亞（羅馬化：Stara Chortoriia）是烏克蘭北部的村莊，隸屬日托米爾州的日托米爾區。該村始建於1449年，面積24.18平方公里，海拔高度238米，2001年人口1,398，人口密度每平方公里57.81人。